# Локве (Кршко)
Локве (словен. Lokve) — поселення в общині Кршко, Споднєпосавський регіон, Словенія. Висота над рівнем моря: 277,4 м.